# クトルグ・ニガール・ハーヌム
クトルグ・ニガール・ハーヌム（ラテン文字表記：Qutlugh Nigar Khanum, ? - 1505年6月）は、 ティムール朝、フェルガナの君主ウマル・シャイフの妃。ムガル帝国の初代皇帝バーブルの母でもある。

## 生涯
モグーリスターン・ハーン国の君主ユーヌス・ハーンの娘として生まれた。同国はチャガタイを祖とするチャガタイ・ハーン国から分裂した国家である。
1475年、クトルグ・ニガール・ハーヌムはティムール朝のフェルガナ領主ウマル・シャイフと結婚した。
1483年2月13日、クトルグ・ニガール・ハーヌムはウマル・シャイフの長男バーブルを出産した。
1505年6月、クトルグ・ニガール・ハーヌムは死亡した。